# Individuelle Mythologie
Individuelle Mythologie ist Beschreibung einer Tendenz in der zeitgenössischen Kunst, in der Künstler Räume schaffen, die sie mit persönlichen Gegenständen und Erinnerungsstücken zeichenhaft und symbolträchtig ausstatten. Die Objekte sind für die Künstler wichtig und machen ihre individuelle Weltsicht deutlich.

## Begriff
Der Begriff wurde von Harald Szeemann 1972 im Zusammenhang mit der documenta 5 geprägt, um Künstler und Künstlerinnen zu kennzeichnen, die ihre künstlerischen Kräfte aus einem Rückzug ins Private und Subjektive unter gleichzeitiger Bezugnahme auf Mythologisches entwickelten. An der Einrichtung einer Abteilung unter diesem Namen hatte Johannes Cladders auf der documenta 5 mitgewirkt.
Bezüge zur Archäologie und Ethnologie kommen ebenfalls vor, werden jedoch künstlerisch-subjektiv umgedeutet und interpretiert. Auch eine Tendenz zum Sammeln von Gegenständen ist für diese Kunstrichtung bezeichnend, doch sind diese Aktivitäten nicht deckungsgleich mit denen von ähnlichen Kunstrichtungen wie der Spurensicherung.

## Gestaltung
Dem Künstler werden bei der Gestaltung eines Ausstellungsraumes größtmögliche Freiheiten zugestanden, um die Kreativität nicht einzuschränken. Meist kommt es zu großflächigen, ganze Räume ausfüllenden Installationen, die an Environments erinnern und üblicherweise den Charakter einer Kultstätte annehmen. Nach Harald Szeemann führt der dem Künstler gewährte Freiraum „zu einer wohltuenden Relativierung des Kunstbegriffs …, weil er den Begriff des Spinners und Spinnertums wieder einführt.“ Die Zeichen, Signale und Symbole, die diese „Spinner und Denker“ setzen, „und die Intensität mit der sie sie erfüllen, ergeben für uns die Dichte der von ihnen gemeinten Welt.“ Und der Ausstellungsfachmann betont: „ohne Obsession gibt es keine Individuelle Mythologie.“
Die Beurteilung der Individuellen Mythologie ergibt sich aus dem Zusammenhang, aus dem heraus der individuelle Weltenschaffer agiert, und aus seiner persönlichen Künstler-Biographie.
Zu den Künstlern, die sich – zumindest zeitweise – der Individuellen Mythologie verschrieben haben, gehören unter anderen Armand Schulthess, Jürgen Brodwolf, Michael Buthe, James Lee Byars, der Musiker La Monte Young, Étienne Martin, Panamarenko, Paul Thek, Marian Zazeela, Horst Gläsker oder Heather Sheehan.